# 唧筒座δ
唧筒座δ，又名CD-29 8383，HD 90972、SAO 201442、HR 4118，是唧筒座的一颗恒星，视星等为5.56，位于銀經270.06，銀緯23.06，其B1900.0坐标为赤經10h 24m 59.1s，赤緯-30° 23.06′ 43″。